# Robin Hood - Alla conquista di Sherwood
Robin Hood - Alla conquista di Sherwood (Robin Hood: Mischief in Sherwood) è una serie televisiva d'animazione incentrata sul personaggio di Robin Hood realizzata dalla Method Animation e DQ Entertainment..
In Italia, la serie è stata trasmessa il 20 aprile 2014 su DeA Kids e replicata dal 2017 su Rai Gulp.

## Trama
Si narrano le avventure di Robin Hood, un ragazzino di una piccola città inglese destinato a rubare ai ricchi per dare ai poveri; ostacolando i trucchi, gli inganni e gli stratagemmi dell'infido Principe Giovanni e dei suoi scagnozzi con l'arcigno Sceriffo di Nottingham.

## Personaggi
- Robin Hood - È il protagonista della serie. Vive nella foresta di Sherwood con i suoi compagni. È molto abile con l'arco e si diverte a fare scherzi allo sfortunato e sleale Principe Giovanni. È innamorato e ricambiato, di Lady Marian. Voce italiana di Jacopo Calatroni.
- Little John - È il migliore amico e compagno di squadra di Robin Hood. È Il più alto e forte del gruppo, è un amante degli animali, non sopporta che si faccia loro del male, soprattutto al suo uccellino "Bel Becco", ha una cotta per Scarlett. Voce italiana di Alessandro Capra.
- Tuck - Amico nonché compagno di squadra di Robin Hood. Ha creato lui l'arco di Robin e altre armi che usano contro i loro nemici. È molto basso, gli piace mangiare. voce italiana di Mattia Bressan.
- Lady Marian - È la cugina di Giovanni, ma l'esatto opposto di lui, è gentile amichevole e sempre leale verso il popolo ed è molto brusca verso il Principe Giovanni, colpevole per le sue malefatte, è innamorata e ricambiata di Robin, ha ottenuto i poteri magici, e deve tenerli nascosti. Voce italiana di Francesca Bielli.
- Scarlet - Cugina di Robin, in questa versione è una giovane. È la migliore amica di Marian, sua madre è la cuoca del principe e qualche volta la aiuta, siccome lavora e vive nel castello, riesce a ottenere informazioni sulle malefatte del principe e dirle a Robin per aiutarlo, sembra innamorata di Little John. voce italiana di Renata Bertolas.
- Derka - È un drago, trasformato da Marian in un criceto.
- Principe Giovanni - Capriccioso e viziato cugino di Lady Marian che lo rimbrotta spesso per le sue malefatte e fratellastro del Re Riccardo che lo punisce molto duramente, mettendolo ai lavori forzati alla fine della serie. È l'antagonista principale della serie. Voce italiana di Massimo Di Benedetto.
- Sceriffo di Nottingham - Voce italiana di Riccardo Rovatti.
- Ralph e Ralph - Sono gemelli figli dello Sceriffo, lavorano con lui e i soldati ma sono molto stupidi e incompetenti, aiutano molto spesso il Principe con le sue malefatte, ma senza successo e il loro padre li rimbrotta sempre.
- Isabel - È la figlia dello Sceriffo, è molto capricciosa. Suo padre non fa altro che rimbrottarla.
- Riccardo Cuordileone - Compare nella seconda stagione. A differenza del fratello è un uomo buono e gentile che punisce molto bruscamente il Principe Giovanni.
- Vichinghi - Compaiono nella terza stagione.
- Matilda - È la mamma di Scarlett, nonché zia di Robin, è la cuoca del principe Giovanni, a volte aiuta Robin e i suoi amici a sventare i terribili piani del Principe e riportare Re Riccardo Cuordileone sul trono del Regno di Nottingham, è a conoscenza che Marian è una maga e che Derka è un drago.

## Sigla
La sigla Robin Hood - Alla conquista di Sherwood è interpretata dagli Zero Assoluto a partire dal primo episodio.

## Episodi
| Stagione         | Episodi | Prima TV originale | Prima TV Italia |
| ---------------- | ------- | ------------------ | --------------- |
| Prima stagione   | 52      | 2014               | 2014            |
| Seconda stagione | 52      | 2018               | 2019            |
| Terza stagione   | 52      | 2021               | 2022            |